# Mary Ann Bevan
Mary Ann Bevan (1874. december 20. – 1933. december 26.) cirkuszi fellépő volt, mint a "világ legrondább nője". A szerepre betegsége (felnőttkori gigantizmus – akromegália) tette alkalmassá.

## Korai évek
Mary Ann Webster nyolc testvérével egy munkásosztálybeli családban nevelkedett London keleti részén, Plaistowben, később az itteni kórházban dolgozott nővérként. 1903-ban feleségül ment Thomas Bevanhoz. 4 gyermekük született. 

## Cirkuszi karrier
Az akromegália tünetei 32 évesen jelentkeztek nála. Arcvonásai eltorzultak, fejfájások gyötörték, látása meggyengült. Férje 1914-es halála után anyagi gondjai támadtak, egyedül nem tudta ellátni magát és 4 gyermekét. Elhatározta, hogy külsejéből fog pénzt keresni. Elindult a "Legrondább Nő" nevű versenyen, amit megnyert.
1920-ban Sam Gumpertz nyújtott neki munkalehetőséget. A Coney islandi cirkuszban lépett fel szörnyszülöttként. Még a világkiállításon is fellépési lehetőséget kapott a Ringling Brothers Cirkusz tagjaként.

## Halála
1933. december 26-án halt meg 59 éves korában. Temetését a következő év január másodikán tartották meg és a londoni Brockley temetőben helyezték végső nyugalomra. Halálakor 76 kilogrammot nyomott és 170 centiméter magas volt. (Betegségéhez képest alacsony és sovány volt.)

## Emlékezet
A 2000-es évek elején képét a Hallmark Cards által gyártott születésnapi üdvözlőkártyán használták fel. A kártya a Vakrandi című TV műsorra utalt. Egy holland orvos azonban panaszt tett arra hivatkozva, hogy a kártya tisztességtelen egy akromegáliától szenvedő nővel szemben. Az orvos sikeresen lobbizott, Hallmark leállította a kártya forgalmazását.